# Vilayet du Yémen
1872–1918
Entités précédentes :
- Eyalet du Yémen
- Qasimides

Entités suivantes :
- Protectorat d'Aden
- Royaume du Yémen
- Émirat d'Asir

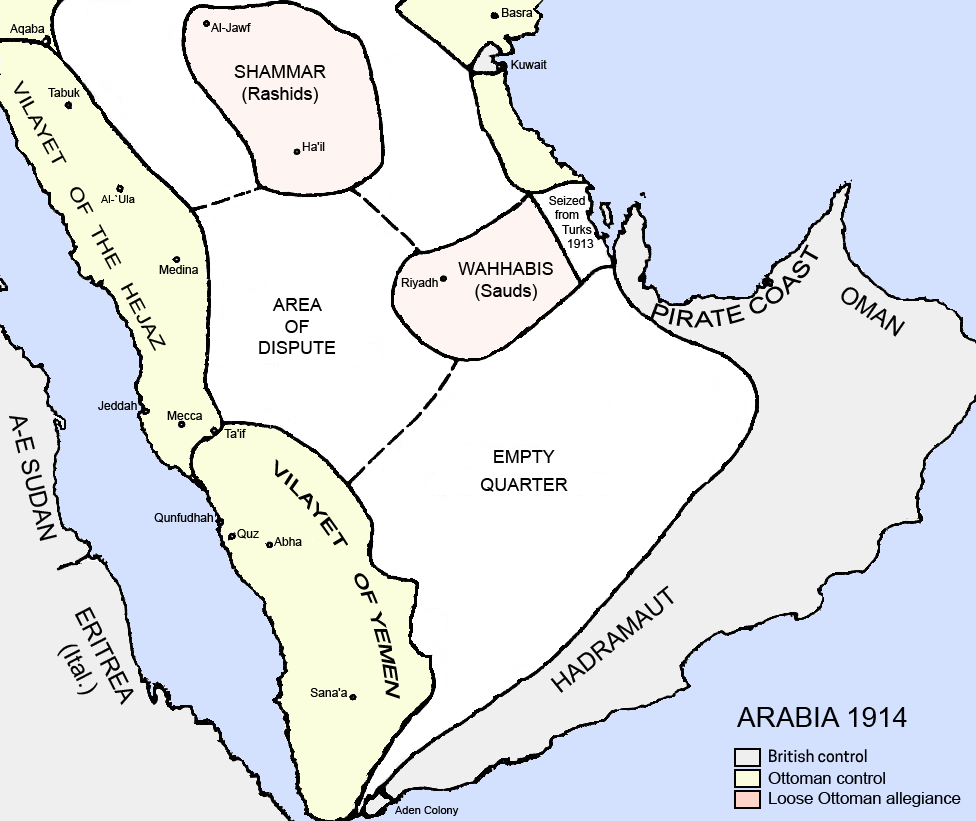
La péninsule arabique, dont le Vilayet du Yémen, en 1914.

Le vilayet du Yémen — en turc osmanli : ولايت یمن (Vilâyet-i Yemen) — était un vilayet de l'Empire ottoman. Sa capitale était Sanaa.

## Histoire

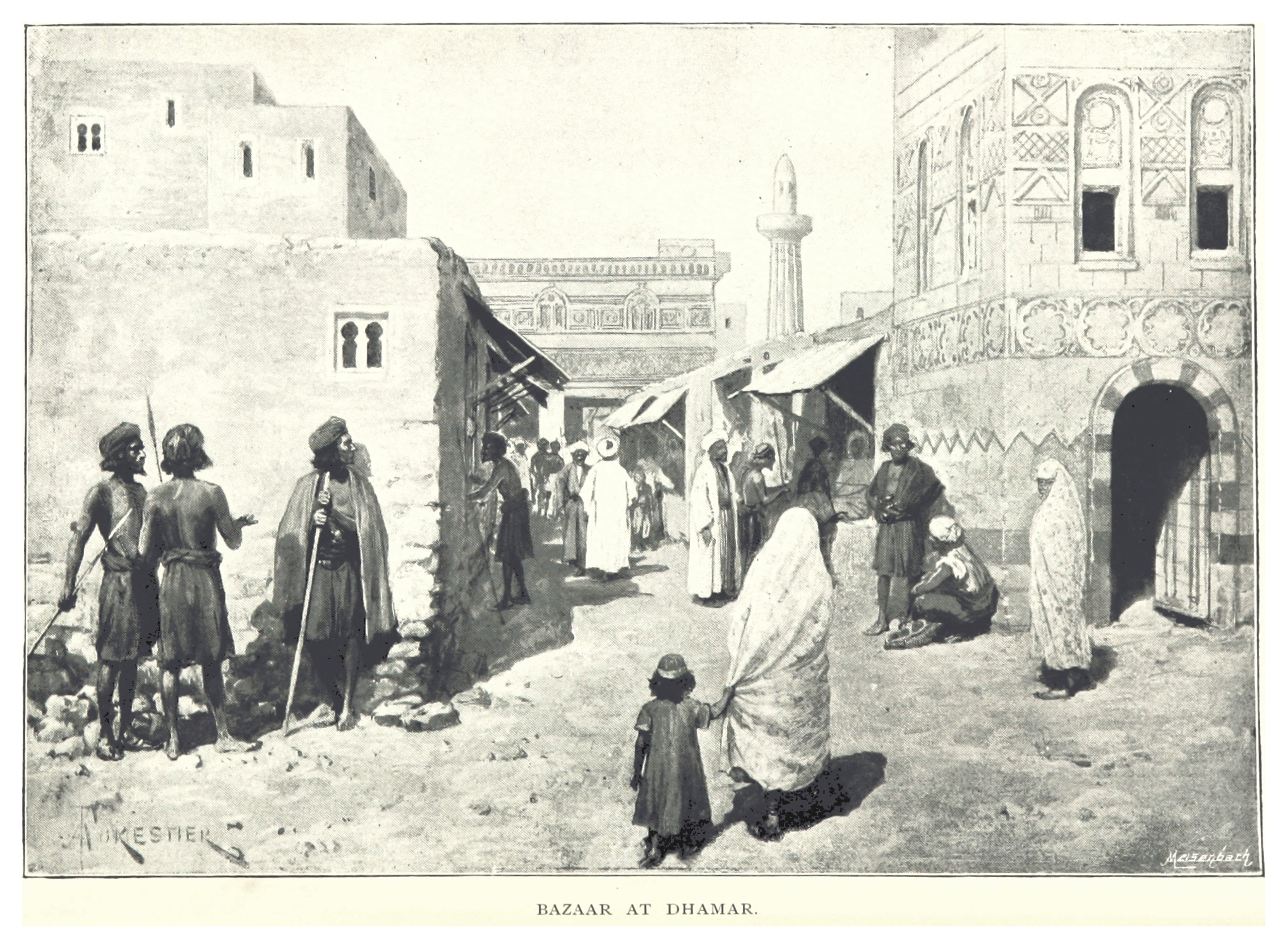
Marché à Dhamar. Walter Burton Harris, 1893

En 1870-1871, une armée ottomane commandée par Ahmed Muhtar Pacha rétablit l'autorité ottomane sur les villes côtières et sur l'émirat d'Asir, de confession sunnite. Elle entre à Sanaa en 1872. La province reçoit alors le statut de vilayet. 
De 1878 à 1904, l'intérieur du pays résiste à la conquête ottomane sous Muhammad bin Yahya Hamid ad-Din (en) (1839-1904), imam de la confrérie chiite des Zaïdites. La mort de l'imam permet le rétablissement au moins nominal de la souveraineté ottomane dans cette région. La garnison ottomane porte le titre de 7e armée bien que son effectif ne dépasse guère deux divisions. En 1911, elle devient le VIIe corps (en).
L'administration ottomane a son siège à Sanaa. La garnison réside dans la citadelle et autour de la mosquée sunnite Al-Bakiriyya.
Le tracé de la frontière sud avec la province d'Aden (en), colonie britannique au sud de la péninsule arabique, est opéré entre 1902 et 1904 par deux commissions, l'une britannique, basée à Aden, l'autre ottomane, basée au fort d'al-Turba. Cette opération donne lieu à une série d'accrochages avec les tribus locales, faisant 10 tués, 25 blessés et 35 morts par d'autres causes du côté britannique ; les pertes ottomanes ne sont pas connues. 
En 1910, l'émirat idrisside d'Asir, dans le nord du vilayet, entre en dissidence tout en reconnaissant nominalement l'autorité ottomane.
Pendant la Première Guerre mondiale en Orient, la province connaît une série d'affrontements entre Ottomans et Britanniques et souffre du blocus et de la disette ; la garnison ottomane, pratiquement coupée de sa métropole, vit d'extorsions (voir Histoire de l'Arabie du Sud durant la Première Guerre mondiale). 
Après l'évacuation des forces ottomanes, le royaume mutawakkilite du Yémen, héritier de l'imamat zaïdite, établit son autorité sur tout le pays ; sa souveraineté sera reconnue par le traité de Sèvres en 1920. L'émirat d'Asir restera autonome jusqu'en 1934.
L’administration et l'armée du royaume du Yémen gardent une forte empreinte ottomane, notamment à travers les militaires et fonctionnaires ottomans passés au service du roi Yahya Mohammed Hamid ed-Din (1869-1948) après 1918.

## Gouverneurs ottomans du Yémen (Osmanlı Yemen Valileri)

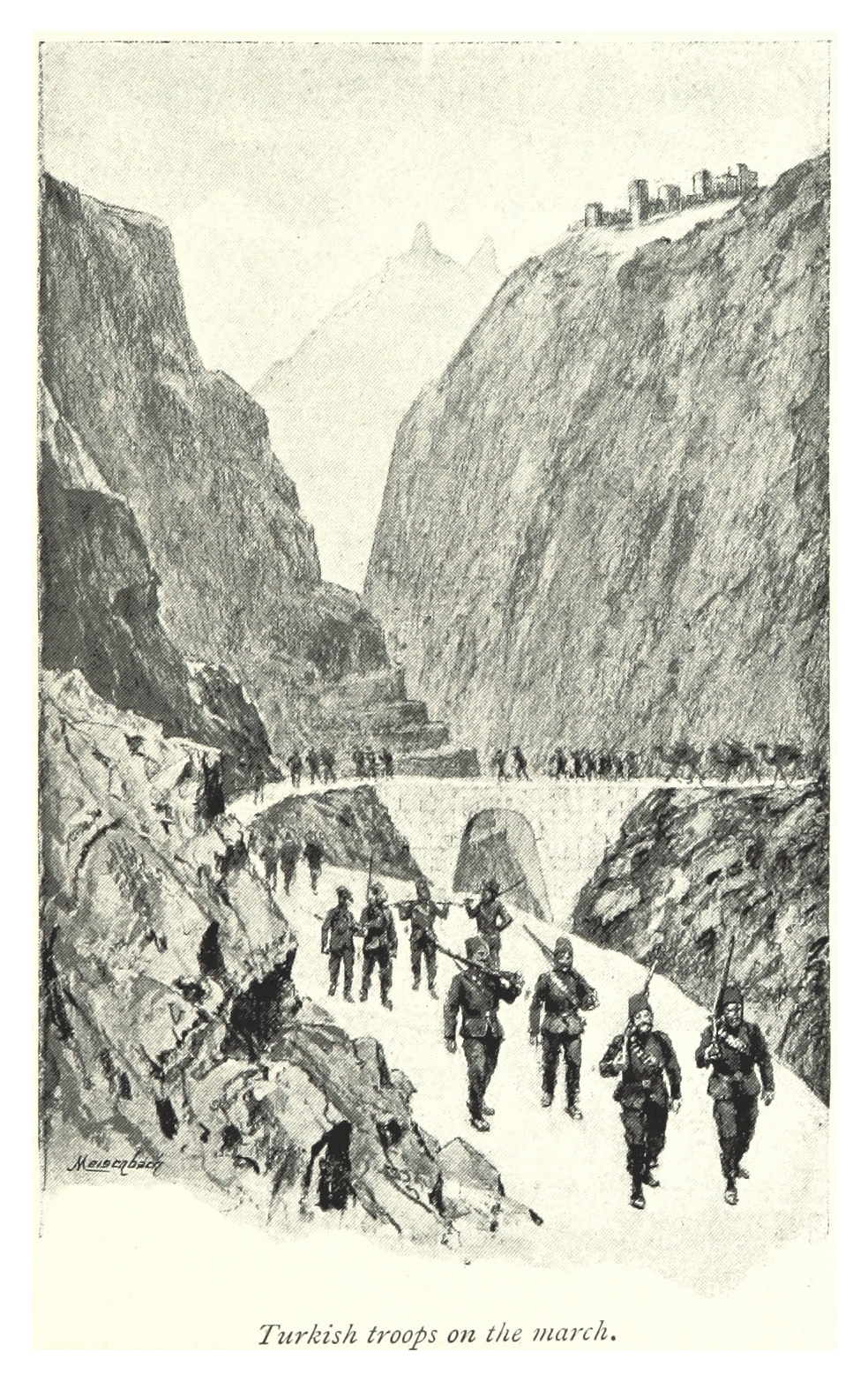
Troupes turques en marche au Yémen. Walter Burton Harris, 1893

| Gouverneur                     | Début          | Fin           | Nommé par     |
| ------------------------------ | -------------- | ------------- | ------------- |
| Ahmed Muhtar Pacha             | septembre 1871 | mai 1873      | Abdülaziz     |
| Ahmed Eyüb Pacha (en)          | mai 1873       | avril 1875    | Abdülaziz     |
| Mustafa Asım Pacha (tr)        | avril 1875     | avril 1879    | Abdülaziz     |
| Botgoriceli Ismaïl Hakkı Pacha | avril 1879     | décembre 1882 | Abdülhamid II |
| Mehmed İzzet Pacha             | décembre 1882  | décembre 1884 | Abdülhamid II |
| Ahmed Fevzi Pacha              | décembre 1884  | décembre 1886 | Abdülhamid II |
| Aziz Ahmed Pacha               | décembre 1886  | décembre 1887 | Abdülhamid II |
| Topal Osman Nouri Pacha        | décembre 1887  | juin 1889     | Abdülhamid II |
| Potirikli Osman Nouri Pacha    | juin 1889      | mai 1890      | Abdülhamid II |
| Botgoriceli Ismaïl Hakkı Pacha | mai 1890       | avril 1891    | Abdülhamid II |
| Hassan Edip Pacha              | avril 1891     | décembre 1891 | Abdülhamid II |
| Ahmed Fevzi Pacha              | décembre 1891  | mai 1898      | Abdülhamid II |
| Hüseyin Hilmi Pacha            | mai 1898       | octobre 1902  | Abdülhamid II |
| Çerkes Abdullah Rechid Pacha   | octobre 1902   | août 1904     | Abdülhamid II |
| Mehmed Tevfik Biren (en)       | août 1904      | août 1905     | Abdülhamid II |
| Ahmed Fevzi Pacha              | août 1905      | octobre 1908  | Abdülhamid II |
| Ahmed Fevzi Pacha              | août 1905      | octobre 1908  | Abdülhamid II |
| Hasan Tahsin Pacha             | octobre 1908   | janvier 1910  | Abdülhamid II |
| Kamil Bey                      | janvier 1910   | avril 1910    | Mehmed V      |
| Mehmed Ali Pacha (en)          | avril 1910     | novembre 1911 | Mehmed V      |
| Mahmoud Nedim Akdilek (tr)     | novembre 1911  | décembre 1918 | Mehmed V      |

## Subdivisions
Le vilayet était divisé en quatre sandjaks :
- le Yemen Sancağı, composé des kazas de San'â, Cebel-i Harâz, Kevkebân, Ânes, Hicce, Zimar, Yerîm, Redâ' et Umrân ;
- le Hudeyde Sancağı, composé des kazas de Hudeyde, Zebid, Lihye, Rîme, Hücur, Bâcil et Ebu' Arîş ;
- le Asir Sancağı, composé des kazas d'Abha, Mahâil, Ricalü'l ma, Beni Şehr, Gâmid, Sabyâ et Kanefide ;
- le Ta'azz Sancağı, composé des kazas de Ta'azz, Eb, Adeyn, Katıba et Hicriye.